# مورتال كومبات ميثولوجيز ساب-زيرو
لعبة مورتال كومبات ميثولوجيز ساب-زيرو (بالإنجليزية: Mortal Kombat Mythologies: Sub-Zero)‏ ، هي لعبة فيديو من نوع مغامرات وأضربهم برحاً، أنتجت عام 1997م من قبل شركة ميدواي الأمريكية.

## وصلات خارجية
- مورتال كومبات ميثولوجيز ساب-زيرو على موقع IMDb (الإنجليزية)
- مشاهدة لعبة فيديو عبر المقطع.
- مورتال كومبات في موقع آي جي إن الأمريكية.
- اللعبة في موقع جيم سبوت.